# Triászbogárfélék
A triászbogárfélék (Ommatidae) a rovarok (Insecta) osztályában a bogarak (Coleoptera) rendjébe, azon belül az Archostemata alrendjébe tartozó család.  Ez a család az egyik legősibb bogárcsoportnak tekinthető, amely már a triász időszakban is jelen volt, innen kapta nevét is. Evolúciós szempontból különösen fontosak, mivel számos ősi jegyet megőriztek, amelyek a bogarak korai fejlődéstörténetének megértéséhez szolgálnak alapul.
A triászbogárfélék viszonylag kis méretű, rejtett életmódú fajok, amelyek napjainkban főként trópusi és szubtrópusi területeken fordulnak elő. Jelenlegi képviselőik nagyon ritkák, és több fajukat veszélyeztetettnek tartják a természetes élőhelyek csökkenése miatt. A fosszilis leletek azonban arra utalnak, hogy egykor jóval elterjedtebbek voltak, és nagyobb diverzitást mutattak. Kutatásuk fontos betekintést nyújt a bogarak adaptációs képességeibe és a szárazföldi ökoszisztémák történeti változásaiba.

## Elterjedésük
A triászbogárfélék (Ommatidae) ma főként a trópusi és szubtrópusi régiókban találhatók meg, elsősorban Dél-Amerika, Afrika és Ázsia őserdeiben. A család képviselői rejtett életmódot folytatnak, és gyakran korhadó faanyagban vagy a talajfelszín közelében élnek. Az élő fajok ritkasága miatt elterjedési területük pontos határai nem teljesen ismertek.
A fosszilis leletek azonban arra utalnak, hogy a triász időszakban a triászbogárfélék jóval szélesebb földrajzi elterjedéssel rendelkeztek. Őseik maradványai Észak-Amerika, Európa és Ázsia területén is előkerültek, jelezve, hogy egykor globális elterjedésű csoportot alkottak. Az élőhelyek változásai, különösen a klímaváltozás és az erdők zsugorodása, hozzájárultak jelenlegi korlátozott elterjedésükhöz.

## Megjelenésük, felépítésük
A triászbogárfélék testfelépítése számos ősi jegyet hordoz, amelyek a bogarak korai evolúciójára utalnak. Testük általában kicsi, 5–15 mm hosszúságú, erősen kitinizált, és gyakran sötét színű. A test felületét sok esetben barázdák, pontozott mintázat vagy pikkelyszerű struktúrák borítják, amelyek rejtőzködésüket segítik természetes élőhelyeiken.
A triászbogárfélék jellemzően hosszúkás testűek, fejüket részben vagy teljesen elrejti az előtor (pronotum). Szemeik összetettek, jól fejlettek, de néhány faj esetében redukálódtak, alkalmazkodva a rejtett életmódhoz. Szájszervük rágó típusú, amely a korhadó faanyagok és a talajban található szerves anyagok feldolgozását teszi lehetővé.
Szárnyaik is ősi tulajdonságokat mutatnak: szárnyfedőik (elytra) erősen kitinizáltak, de nem mindig záródnak tökéletesen a potroh fölött, ami primitív jelleg. Hártyás szárnyaik, ha jelen vannak, a repülésre is alkalmasak lehetnek, bár az élő fajok között a repülési képesség ritkának számít.
A lábaik többnyire karcsúak és hosszúak, karmokkal ellátva, amelyek a korhadó faanyagba vagy a talajba kapaszkodást segítik. Testfelépítésük és egyes anatómiai jegyeik miatt különösen értékesek az evolúciós biológia és a paleontológia számára, mivel betekintést nyújtanak a bogarak korai diverzifikációjába.

## Életmódjuk, élőhelyük
A triászbogárfélék rejtett életmódot folytatnak, ami megnehezíti részletes megfigyelésüket és kutatásukat. Elsősorban korhadó faanyagban, mohás területeken vagy avarban élnek, ahol elhalt növényi részeket, gombákat és mikroorganizmusokat fogyasztanak. Ez az életmód lehetővé teszi számukra, hogy a lebontási folyamatokban jelentős szerepet játszanak, hozzájárulva a szerves anyagok visszaforgatásához az ökoszisztémában.
Leginkább nedves, árnyékos környezetekben fordulnak elő, például trópusi és szubtrópusi esőerdőkben, ahol a párás mikroklíma ideális feltételeket teremt számukra. Élőhelyük gyakran olyan rétegekre korlátozódik, ahol a talaj, a faanyag vagy az aljnövényzet állapota biztosítja számukra a szükséges tápanyagokat és védelmet a ragadozókkal szemben.
A fosszilis bizonyítékok alapján a triász időszakban ezek a bogarak szélesebb körben elterjedtek, és feltehetően más életmódbeli stratégiákat is alkalmaztak. Napjainkban viszont az élő fajok ritkasága és specifikus környezeti igényeik miatt különösen érzékenyek az élőhelyek pusztulására, például az erdőirtásra és az éghajlatváltozásra. Ezért a triászbogárfélék élőhelyeinek megóvása létfontosságú a csoport fennmaradása szempontjából.

## Fordítás
- Ez a szócikk részben vagy egészben  az   Ommatidae  című norvég Wikipédia-szócikk fordításán alapul.  Az eredeti cikk szerkesztőit annak laptörténete sorolja fel. Ez a jelzés csupán a megfogalmazás eredetét és a szerzői jogokat jelzi, nem szolgál a cikkben szereplő információk forrásmegjelöléseként.